# 6-acetyl-1,1,2,4,4,7-hexamethyltetraline
6-acetyl-1,1,2,4,4,7-hexamethyltetraline of AHTN is een veelgebruikte polycyclische synthetische muskusgeurstof. Het is, na HHCB de meest gebruikte van die groep. Muskusgeurstoffen zijn zeer stabiel en worden aan vrijwel alle parfumsamenstellingen toegevoegd, zowel in fijne reukwaren als in zeep, shampoo, wasmiddelen, huishoudelijke schoonmaakmiddelen, deodorant en luchtverfrisser. De zuivere stof komt voor als een witte, kristallijne vaste stof. 
De moleculaire structuur van AHTN heeft één chiraal centrum, zodat er twee enantiomeren van zijn. Technisch AHTN is een 1-op-1-mengsel van beide. De stof is geregistreerd onder twee CAS-nummers.

## Toxicologie en veiligheid
AHTN is niet acuut toxisch, maar het is in zekere mate fotosensibiliserend, wat van belang is voor arbeiders die de stof moeten hanteren.
AHTN is wel giftig voor waterorganismen. Polycyclische synthetische muskusgeurstoffen zijn in het algemeen moeilijk biologisch afbreekbaar, hebben een hoge octanol-water-partitiecoëfficiënt en dus een potentieel voor bioaccumulatie. Polycyclische muskusgeurstoffen worden daarom sedert 1995 gaandeweg vervangen door andere geurstoffen.